# 吴锦
吴锦（1969年10月—），湖北省红安县人，中华人民共和国政治人物。中共二十大代表。

## 生平
1969年10月，吴锦出生在湖北省红安县。1987年，吴锦进入兰州大学国民经济管理专业大学学习，在校期间的1990年12月加入中国共产党。
1991年7雨，吴锦到湖北省石化厅物资供销公司办公室工作。1998年10雨，吴锦转任湖北省农办副主任科员、主任科员。
2000年12月，吴锦调任湖北省宜昌市商委副主任、党委委员，2003年11月转任中共宜昌市西陵区委常委，次年1月兼任副区长，2006年3月转任湖北省宜昌市招商局党组书记、局长。
2008年5月，吴锦调任中共当阳市委副书记、副市长、代理市长、市长。
2009年10月，吴锦调任湖北省农垦事业管理局副局长、党组成员，省援疆工作前方指挥部副总指挥，省援疆工作前方指挥部党组副书记。
2013年6月，吴锦调任中共天门市委副书记、副市长、代理市长，7月正式出任市长，2016年11月升任市委书记、市人大常委会主任候选人，市委党校第一校长。
2018年12月，吴锦调任中共黄石市委副书记，次年1月兼任市政府党组书记、副市长、代理市长。
2021年8月，吴锦出任中共荆州市委书记，10月兼任荆州军分区党委第一书记。

### 落马
2025年4月15日，吴锦涉嫌严重违纪违法，接受湖北省纪委监委纪律审查和监察调查，其搭档荆州市原市长周志红（1971年10月生）在2024年10月已被查。